# Orange sidenört
Orange sidenört (Asclepias tuberosa) är en art inom familjen oleanderväxter.

### Webbkällor
- Svensk Kulturväxtdatabas